# 伊斯明·拉托夫萊維奇
伊斯明·拉托夫萊維奇（羅馬尼亞語：Iasmin Latovlevici；1986年5月11日—）是一位羅馬尼亞足球運動員。在場上的位置是左後衛。他現在效力於羅馬尼亞足球甲級足球聯賽球隊布加勒斯特星足球俱樂部。他也代表羅馬尼亞國家足球隊參賽。